# 74-es busz (Szeged)
A szegedi 74-es jelzésű autóbusz a Tápé, Csatár utca és Gyálarét között közlekedik. A viszonylatot a Volánbusz Zrt. üzemelteti.

## Története
A járat eredetileg a Bartók térről közlekedett 45-ös jelzéssel (1985-ben). A Mars térre történő áthelyezésekor átszámozták 74-esre. 2004. szeptember 1-jétől 2016. június 15-ig 74A jelzéssel betétjárat is közlekedett a Mars tér és a Holt-Tisza között, csak a tanévek ideje alatt, csúcsidőben.  Leginkább Mercedes-Benz Conecto NG és Scania Citywide LF buszok jellemzőek. Csuklós járművek elsősorban csak munkanapokon csúcsidőben fordulnak elő a vonalon.
2020. szeptember 1-jétől a 74-es autóbuszvonal összevonásra került a 73-as vonalcsaláddal, így a 74-es busz meghosszabbított útvonalon, Tápé, Csatár utca és Gyálarét között közlekedik, a 74A jelzéssel Mars tér (Mikszáth u.) és Gyálarét között betétjáratok közlekednek, ha a gyálaréti indulás nem illeszthető a tápéi oldal követési rendjébe, illetve 74Y jelzésű viszonylat is indult Tápé, Csatár utca és Gyálarét között, Tápén és Petőfitelepen a 73Y jelzésű autóbusz vonalán. A 73-as és a 73Y-os járatok is közlekednek, eredeti útvonalukon, többnyire munkanapokon. 

## Útvonala
| Gyálarét felé | Tápé, Csatár utca felé |
| --- | --- |
| Tápé, Csatér utca – Honfoglalás utca – Budai Nagy Antal utca – Irinyi János utca – Felső Tisza part – Hajós utca – Szilléri sugárút – Római körút – Brüsszeli körút – Párizsi körút – Mars tér – Attila utca – Bartók tér – Tisza Lajos körút – Dugonics tér – Szentháromság utca – Mátyás király tér – Földmíves utca – Sárkány utca – Tompai kapu utca – Pancsovai utca – Váltó utca – Rendező tér – Vaskapu utca – Gyálaréti út – Koszorú utca – Gyálarét | Gyálarét – Koszorú utca – Gyálaréti út – Vaskapu utca – Rendező tér – Váltó utca – Pancsovai utca – Tompai kapu utca – Sárkány utca – Földmíves utca – Mátyás király tér – Szentháromság utca – Dugonics tér – Tisza Lajos körút – Bartók tér – Attila utca – Mars tér – Párizsi körút – Brüsszeli körút – Római körút – Szilléri sugárút – Hajós utca – Felső Tisza part – Irinyi János utca – Budai Nagy Antal utca – Honfoglalás utca – Tápé, Csatár utca |

## Megállóhelyei
| 0   | Tápé, Csatár utca végállomás                        | 36-40 | 73, 73Y                                                                                 |
| 1   | Honfoglalás utca                                    | 35-39 | 73, 73Y                                                                                 |
| 2   | Rév utca                                            | 34-38 | 73, 73Y                                                                                 |
| 3   | Árok utca                                           | 33-37 | 73                                                                                      |
| 4   | Beszterce utca                                      | 32-36 | 73                                                                                      |
| 5-6 | Duna utca                                           | 31-34 | 73, 73Y, 90F                                                                            |
| 6-7 | Városi stadion                                      | 34-38 | 73, 73Y                                                                                 |
| 1   | Bartók tér                                          | ∫     | 5, 7, 7A, 9, 19 60, 60Y, 67, 67Y, 70, 71, 71A, 72, 72A, 76, 76Y                         |
| ∫   | Centrum Áruház (Mikszáth utca)                      | 20    | 3, 3F, 4 5, 7, 7A, 8, 9, 10, 19 20, 24, 60, 60Y, 67, 67Y, 70, 71, 71A, 72, 72A, 76, 76Y |
| 3   | Dugonics tér (Tisza Lajos körút)                    | 18    | 3, 3F, 4 8, 10 20, 24, 32, 36, 76, 76Y                                                  |
| 4   | Honvéd tér (Tisza Lajos körút) (↓) Dugonics tér (↑) | 17    | 8, 10 20, 24, 32, 36                                                                    |
| 5   | Ságvári Gimnázium – SZTK                            | 16    | 1, 2 8, 10 20, 24 Helyközi buszok                                                       |
| 6   | Bécsi körút                                         | 15    | 20, 21, 24, 77                                                                          |
| 7   | Szent Ferenc utca                                   | 14    | 20, 21, 24, 77, 90                                                                      |
| 8   | Dobó utca                                           | 13    | 24                                                                                      |
| 9   | Sárkány utca                                        | 12    | 24                                                                                      |
| 10  | Vadkerti tér                                        | 11    | 20, 24                                                                                  |
| 11  | Kamarási utca                                       | 10    | 24                                                                                      |
| 12  | Rendező tér                                         | 9     | 24                                                                                      |
| 13  | Holt-Tisza                                          | 8     | 24                                                                                      |
| 14  | Cincér utca                                         | 7     |                                                                                         |
| 15  | Szúnyog utca                                        | 6     |                                                                                         |
| 16  | Kiskertek                                           | 5     |                                                                                         |
| 17  | Tücsök utca                                         | 4     |                                                                                         |
| 18  | Apály utca                                          | 3     |                                                                                         |
| 19  | Deli Károly utca                                    | 2     |                                                                                         |
| 20  | Koszorú utca                                        | 1     |                                                                                         |
| 21  | Gyálarét végállomás                                 | 0     |                                                                                         |